# Samtgemeinde Rehden
La Samtgemeinde Rehden est une Samtgemeinde, c'est-à-dire une forme d'intercommunalité de Basse-Saxe, de l'arrondissement de Diepholz, dans le Nord de l'Allemagne. Elle regroupe cinq municipalités. 
- Barver,
- Dickel,
- Hemsloh,
- Rehden, siège de l'administration de la Samtgemeinde,
- Wetschen.

Ces communes se sont regroupés sur la base u volontariat en 1972.

## Source, notes et références
- (de) Cet article est partiellement ou en totalité issu de l’article de Wikipédia en allemand intitulé « Samtgemeinde Rehden » (voir la liste des auteurs).